# Poseidon (schip, 1930)

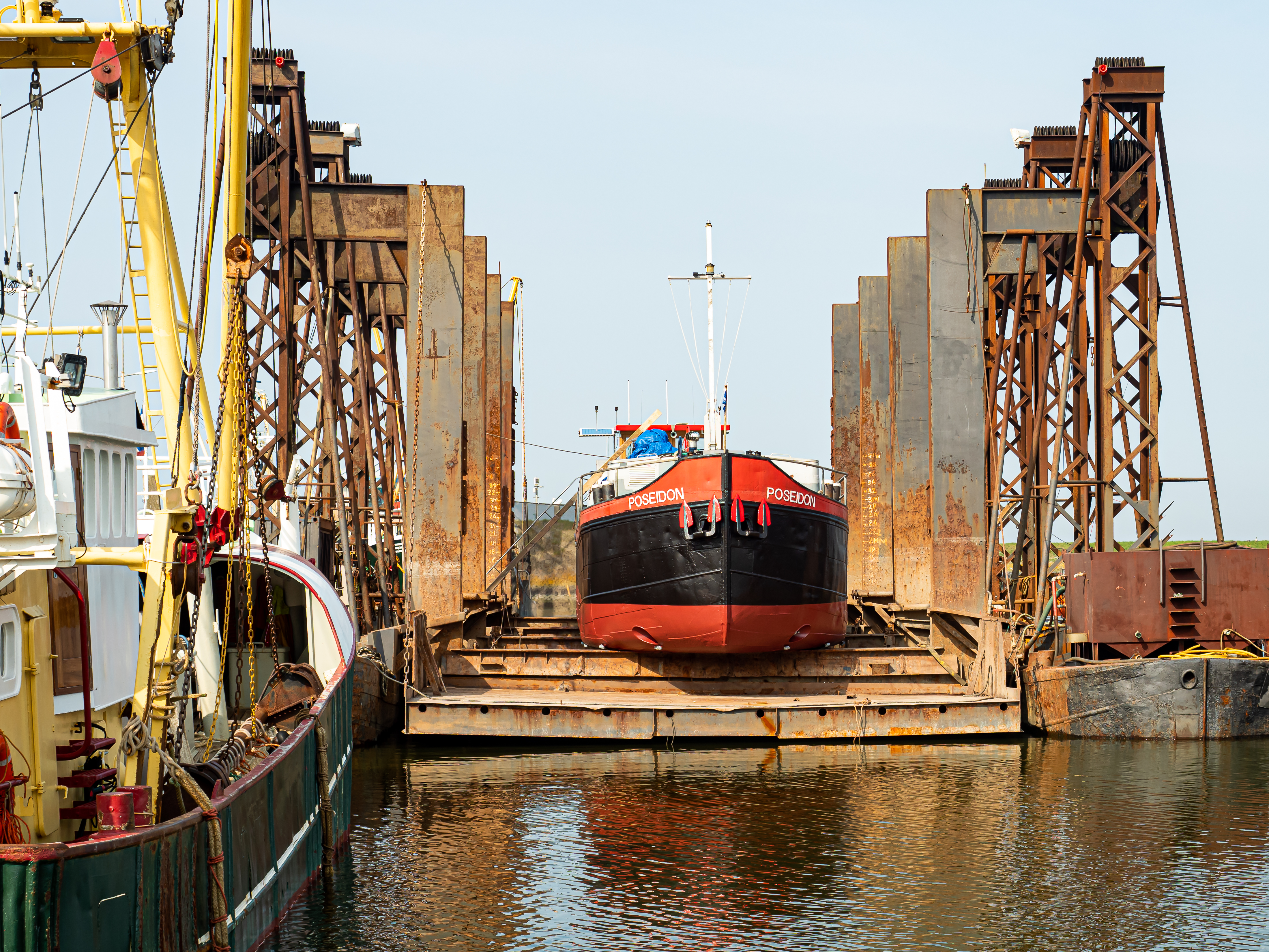
Poseidon in het droogdok van Luyt in Den Oever 2020

De Poseidon is een varend monument dat als wachtschip functioneert voor scouting Jutters Willemsoord uit Den Helder. Het schip wordt gebruikt voor spel en opleiding van scouts tussen 10 en 21 jaar.

## Geschiedenis
In de beroepsvaart vervoerde het droge ladingschip van alles, zoals: maïs, veevoer, kunstmest, zout, blik, enz. door Nederland, België en Frankrijk. 
Tijdens de Tweede Wereldoorlog werd het schip, toen SECUNDA geheten, in beslag genomen ten behoeve van de operatie Seelöwe, om er een landingsvaartuig van te maken. Het voorschip werd voorzien van een grote klep waarmee soldaten en voertuigen op het strand konden worden gezet. De operatie is uiteindelijk niet doorgegaan. Na de oorlog werd het schip door de eigenaar teruggevonden ergens in het riet bij Kinderdijk en werd het teruggegeven aan de rechtmatige eigenaren. Het is weer gerepareerd en heeft de vaart hervat. 
De vorige eigenaar liet de zuigputten voor zand uit het schip verwijderen.
De scoutinggroep voer al sinds 1973 met een wachtschip, dat ook Poseidon was genoemd. Dat schip was gebouwd in 1901, maar het onderhoud ging tegenvallen. De zoektocht naar vervanger kwam uit bij het huidige schip, dat in Rotterdam bleek te worden aangeboden voor een saneringsregeling. Na enkele keuringen werd de huidige Poseidon op 10 juni 1987 gekocht en op 17 juli 1987 werd de eigendom van de groep ingeschreven in het kadaster met de naam POSEIDON II.

## Het schip
Het werd door vrijwilligers omgebouwd van vrachtschip tot wachtschip. De roef bleef deels origineel en voorzien van luxe mahoniehouten betimmering. In het laadruim werden diverse ruimtes getimmerd. Voor eten en activiteiten, slaapplaatsen, sanitaire voorzieningen en een keuken. Later werd er een geheel stalen dek op gelast. Om de lelievletten aan dek te kunnen zetten werd er een kenmerkende, gele stalen mast met twee gieken op het dek gezet. Voor de veiligheid is die later vervangen door een hydraulische botenkraan. 
Om te kunnen voldoen aan de regelgeving, waarmee het verblijf aan boord veilig blijft, zijn veel aanpassingen gedaan. Zo kwam er een reling over het gehele schip, een brandmeldinstallatie, een goedgekeurde gasinstallatie, beugels bij de bedjes voor het in en uitstappen, noodverlichting, enz. enz.. Veel aanpassingen komen niet voort uit een wettelijke verplichting, maar werden door de groep noodzakelijk geacht voor een veiliger verblijf aan boord.
Ook werden andere dingen aangepakt. Alles van staal (ontroesten, schuren en schilderen), diverse laswerkzaamheden, het hydraulisch maken van de ankerlier, aanpassingen en uitbreiding van de elektrische installatie (zonnepanelen, verlichting ombouw naar led, veiligheidssystemen, de nautische apparatuur), het plaatsen van nieuwe kunststof drinkwatertanks met pompinstallatie, het plaatsen van een nieuw stuurhuis, de kluisgaten van de ankers vernieuwen en het roerwerk deels vernieuwen enz. De energie voorziening is later gemoderniseerd met LifePo4 lithium accu's in combinatie met zonnepanelen en een geregelde dynamo op de hoofdmotor.
Per 1 september 2014 heeft het schip weer een nieuw Certificaat van onderzoek (CvO). Ook de wachtschepencommissie keurde de Poseidon goed, volgens het eigen eisenpakket voor wachtschepen van Scouting Nederland. Bij de werfbeurt in 2017 voldeed het vlak nog aan de minimum plaatdikte, maar werd het verstandig geacht toch een sponsoractie op te starten voor een nieuw vlak. Met behulp van veel sponsorgeld van diverse bedrijven en instellingen kon begin december van dat jaar scheepswerf Geertman in Zwartsluis opdracht gegeven worden een geheel nieuwe vlak onder het schip te lassen. Gelijk zijn in de periode van december 2017 tot april 2018 diverse reparaties uitgevoerd aan de zijkant van het schip. Ook werd een nieuwe schroef gemonteerd, die aangepast is aan het schip en motorvermogen. In de periode na de werfbeurt werd de binnenkant van het schip geheel voorzien van nieuwe betimmering. De natte sectie centraal midden in het schip bestaat uit 2 x 3 wasbakken, 2 toiletten en een douche. Warm water wordt verkregen via een warmtewisselaar op het koelwater van de hoofdmotor, stilliggend kan het water elektrisch worden verwarmd.

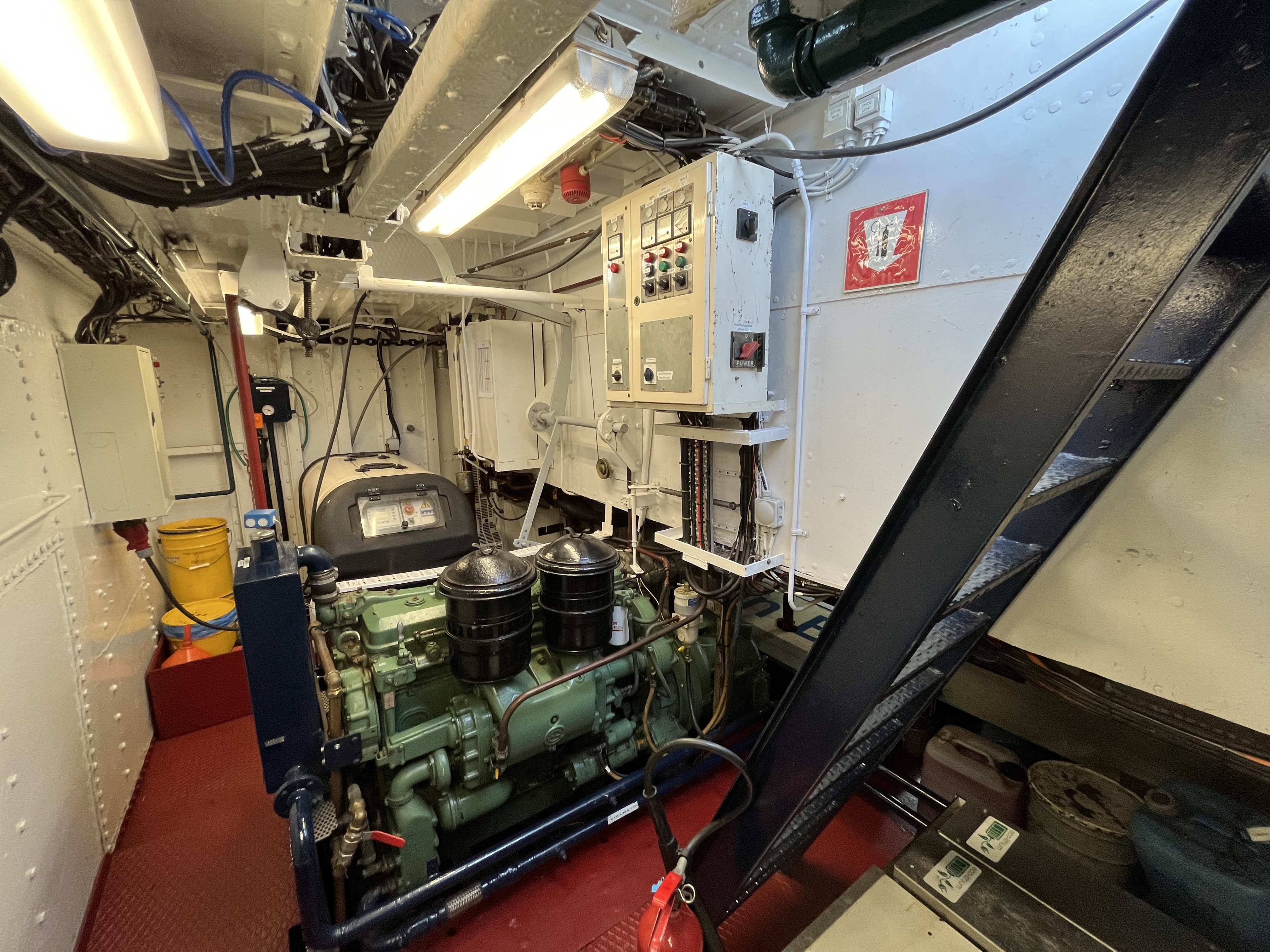
Detroit Diesel 6-71 2 stroke marine diesel engine

## Liggers Scheepmetingsdienst
| Meetnummer | District en volgnr. | Meetdatum     | Meetplaats | Lengte [m] | Breedte [m] | Inzinking [m] | Waterverplaatsing [ton] | Naam    | Eigenaar                     | Domicilie |
| ---------- | ------------------- | ------------- | ---------- | ---------- | ----------- | ------------- | ----------------------- | ------- | ---------------------------- | --------- |
| AE12122B   |                     |               | België     |            |             |               |                         |         |                              |           |
| D4386N     | Dordrecht           | 14 april 1930 | Dordrecht  | 31,55      | 5,05        | –             | 221,674                 | ELZA    | -                            | –         |
| R18486N    | Rotterdam           | 4 april 1952  | Terneuzen  | 31,50      | 5,05        | 2,17          | 216,809                 | SECUNDA | Wed. A. M. Wieland-Dobbelaar | Terneuzen |
| R27132N    | Rotterdam           | 27 juni 1962  | –          | 31,50      | 5,05        | 2,17          | 219,413                 | SECUNDA | –                            | –         |
| R35429N    | Rotterdam           | 26 mei 1972   | –          | 31,50      | 5,05        | 2,17          | 219,413                 | STEADY  | –                            | –         |